# Умирать легко
«Умира́ть легко́» — российский художественный фильм режиссёра Александра Хвана, 1999 года. Снят по произведению Людмилы Улицкой. Премьера состоялась 4 июля 1999 года в 22:10 на НТВ-Плюс Наше кино.

## Описание сюжета
Молодая женщина Лиза замечает, что сосед из дома напротив фотографирует её. В ярости она врывается к соседу, чтобы поколотить его и неожиданно находит его в петле и спасает от смерти. Сосед Илья решил повеситься из-за любви к Лизе. Лиза  рассказывает ему о себе: она из детдома, работает в театре костюмером и недавно развелась с мужем-тираном. Лиза чувствует, что у Ильи явно серьёзные проблемы с психикой, и просит помочь своего старого друга, психиатра Феликса, который был Лизе вместо отца. Феликс понимает, что Илья в юности получил сексуальную травму и из-за неё у него развился целый букет психических проблем. Феликс недопонимает: судя по всем данным, Илья должен быть агрессивен, как «арабский бородатый террорист», но тот совершенно безобиден на вид. Феликс советует ему разделаться с причинами его комплекса. К несчастью, догадки Феликса оправдываются. Илья в самом что ни на есть прямом смысле следует указаниям психиатра. Он находит женщину, которая нанесла ему психическую травму на выпускной вечеринке и пускает арбалетную стрелу ей в голову. Теперь он чувствует себя настоящим мужчиной и готов мстить за Лизу тем людям, которые ей чем-либо насолили. Он убивает старуху-директрису детдома, издевавшуюся над Лизой, когда она была маленькой; закалывает ножом художника Сергея, который приставал к девушке, и, наконец, убивает её бывшего мужа Игоря, заминировав его автомобиль.
Тем временем Лиза от своей подруги Лены узнает, что врачебная ошибка Феликса привела к смерти её отца в психиатрической больнице. Феликс был влюблён в мать Лизы, но и та вскоре умерла. Лиза, убедившись в этом, считает Феликса предателем и уходит из его квартиры жить к Илье. Она рассказывает о предательстве Феликса, а чуть позже узнает о гибели художника Сергея. Илья, мотивируя тем, что Лиза сделала его мужчиной, спокойно признается ей в совершенных им убийствах. В ужасе Лиза уходит от него и предупреждает Феликса об опасности, поскольку тот может стать следующей жертвой Ильи.
Феликс велит Лизе бежать к Елене и берётся сам остановить Илью, однако ему это не удается сделать. Благодаря записной книжке с адресами, найденной в забытой Лизой сумке с вещами, Илья находит квартиру Елены, но та заявляет, что Лизы у её нет. Тогда он проникает в квартиру Елены через окно и душит её до потери сознания, пытаясь узнать, где Лиза (Елена успела отправить её к Феликсу на дачу). Илья приезжает на дачу Феликса, и между ними завязывается драка. Илья почти задушил Феликса, но его ранит из револьвера Лиза. Вместе с Феликсом она уезжает на его машине, но Илья настигает и останавливает их. Феликс, угрожая револьвером, просит Илью уйти. А тот, в свою очередь, успел заложить в машину Феликса взрывчатку и с помощью пульта готов взорвать всех. Лиза разряжает обстановку и просит Феликса уйти, иначе всем конец. Илья и Лиза едут вдвоем в машине психиатра, предаваясь ласкам, но вдруг Лиза выпрыгивает из машины. Оставшийся в машине Илья, поняв, что нельзя полюбить человека, которого боишься, нажимает на кнопку пульта...

## В ролях
- Полина Кутепова — Лиза
- Александр Лазарев (младший) — Илья Дьяков
- Георгий Тараторкин — Феликс Лужин, психиатр
- Светлана Брагарник — Елена
- Александр Тютин — Игорь
- Валентина Титова — Любовь Николаевна
- Елена Шевченко — Наташа
- Армандс Нейландс-Яунземс — Сергей
- Владислав Либер — парень с арбалетом
- Наталья Фатеева — эпизод
- Светлана Коновалова — эпизод
- Наталья Коренная — эпизод

## Съёмочная группа
- Авторы сценария:
  - Иван Бирюков
  - Людмила Улицкая
  - Григорий Ряжский
- Режиссёр-постановщик: Александр Хван
- Оператор-постановщик: Анатолий Сусеков
- Художник-постановщик: Григорий Широков
- Композитор: Андрей Эшпай
- Продюсеры:
  - Григорий Ряжский
  - Игорь Толстунов